# Aleksander V (antypapież)
Aleksander V (właśc. Pietro Philarges di Candia OFM; ur. ok. 1339 w Heraklionie, zm. 3 maja 1410 w Bolonii) – franciszkanin, antypapież obediencji pizańskiej w okresie od 26 czerwca 1409 do 3 maja 1410.

## Życiorys
Piotr z Candii był Grekiem i urodził się na Krecie, która znajdowała się wówczas pod panowaniem Republiki Weneckiej. Pochodził z ubogiej rodziny; wcześnie osierocony trafił pod opiekę franciszkanów. Po wstąpieniu do zakonu ok. 1357, studiował teologię w Padwie, Norwich i w Oksfordzie. Wizytował domy zakonne w latach 1370–1375 na Litwie, gdzie poznał osobiście późniejszego króla Władysława Jagiełłę. Następnie wykładał na uniwersytetach w Paryżu i w Padwie. Został biskupem Piacenzy, a potem kolejno: Novary i Vicenzy. W 1402 został arcybiskupem Mediolanu. Trzy lata później, w 1405 został przez papieża Innocentego VII mianowany kardynałem-prezbiterem SS. XII Apostoli i legatem w Lombardii.
Na soborze pizańskim w 1409 wygłosił główne przemówienie, uznające obu papieży (Benedykta XIII i Grzegorza XII) za heretyków i schizmatyków, a następnie został wybrany papieżem. Koronacja miała miejsce 26 czerwca. Zyskał uznanie Francji, Anglii, Czech, północnej Italii i Polski. Miał to być wstęp do zakończenia Wielkiej Schizmy, w rzeczywistości wybór tylko pogłębił kryzys. Na początku pontyfikatu uczynił swoich przyjaciół i zwolenników biskupami i połączył oba kolegia kardynalskie. Aby odzyskać Państwo Kościelne, Aleksander ekskomunikował króla Neapolu Władysława II i przekazał koronę Ludwikowi Andegaweńskiemu. Zorganizował także wyprawę na podbój Rzymu, na czele z Baldassare Cossą, która odniosła sukces w styczniu 1410.
Był trzecim papieżem panującym równocześnie z Benedyktem XIII i Grzegorzem XII. Wśród historyków nie ma pełnej zgody, który z nich był prawowitym papieżem. Przez cały swój pontyfikat rezydował w Bolonii, gdzie zmarł i został pochowany. Następcą Aleksandra po jego śmierci w Bolonii w 1410 został Jan XXIII.